# بادقپک غارزی
بادقپک غارزی یا بادقپک لنچی (نام علمی: Collocalia linchi)، گونه‌ای بادخورک از خانواده بادخورکان است که در جزایر سوماترا، جاوه و بالی اندونزی یافت می‌شود. گونه ای جنگلی است و در غارها آشیانه می‌سازد. Swiftlet Bornean یک زیرگونه در نظر گرفته می‌شد، اما اکنون معمولاً متمایز در نظر گرفته می‌شود.
چهار زیرگونه شناخته شده وجود دارد.

## پراکندگی و زیستگاه
بادقپک غارزی بومی مالزی و اندونزی است. در منطقه سوندایک، در جاوه، جزیره مادورا، باوئان، جزیره کانگئان، نوسا پنیدا، بالی و لومبوک، بخش‌هایی از سوماترا و دامنه‌های غربی کوه کینابالو در صباح، بورنئو یافت می‌شود. شواهد وقوع آن در مالزی بر روی یک نمونه در موزه بریتانیا با عنوان «مولاکا» است. زیستگاه طبیعی آن جنگل‌های پست و مرتفع و جنگل‌های باز است.